# Zagrad, Prevalje
Zagrad je naselje v Občini Prevalje.